# Carolyn Wood
Pour les articles homonymes, voir Wood.
Carolyn Virginia Wood, née le 18 décembre 1945 à Portland, est une nageuse américaine.

## Biographie
Aux Jeux olympiques d'été de 1960 à Rome, Carolyn Wood remporte la médaille d'or à l'issue de la finale du relais 4x100 mètres nage libre ; elle nage par ailleurs les séries du relais 4x100 mètres quatre nages mais ne participe pas à la finale remportée par les Américaines. Elle termine quatrième de la finale du 100 mètres nage libre et abandonne lors de la finale du 100 mètres papillon, ayant avalé trop d'eau.